# Ярмаркова площа (Київ)
Ярмарко́ва пло́ща — зникла площа, що існувала в Дніпровському районі (на той час — Дарницькому) міста Києва, місцевість Микільська Слобідка. Була розташована між вулицею Червоногарматною, Ярмарковим провулком та Ярмарковою вулицею.

## Історія
Сформувалася в 1-й третині XX століття під такою ж назвою.
Ліквідована 1971 року у зв'язку зі знесенням старої забудови Микільської Слобідки та переплануванням місцевості.
На місці колишньої площі нині розташовані будинки № 3-В та 5-А по вулиці Раїси Окіпної.